# Christian Friedländer
Christian Friedländer (født 5. marts 1967) er en dansk scenograf uddannet fra Danmarks Designskoles textil- og scenografilinie, afgang fra Institut for rum i 1995. Han er bosat i København og Berlin.
Han debuterede som teaterscenograf med Katrine Wiedemann på forestillingen Ser på dig igen Teater Får 302, Københavneren i maj 1993. Siden 1993 har han skabt ca. 80 scenografiske værker til teater, opera og en enkelt ballet i Skandinavien, Tyskland og Frankrig.
Han samarbejder med anerkendte internationale instruktører såsom Katrine Wiedemann,, Anders Paulin (S), Tue Biering, Bille August, Kasper Holten, Jeremy Weller (UK), Alexander Mørk-Eidem (NO), Frank Castorf (DE) og David Marton (DE), og var husscenograf på Malmö Dramatiska Teater under Staffan Valdemar Holm fra 1998-99.
Fra 2004-07 var han kunstnerisk leder ("Vicevært") af Turbinehallerne sammen med Tue Biering, "Turbo Town" Det Kongelige Teater fra 2004-07 og fra 1998-2013 var han tilknyttet Det Kongelige Teater, med 33 forestillinger i alt, deriblandt åbningsforestillingen af Skuespilhusets Store scene i 2008 med Hamlet, der var instrueret af Alexander Mørk-Eidem.
Undervejs har han lavet scenografi til mange forestillinger på Det Kongelige Teater bl.a. Nero, Uden hoved og hale, Hr. Bengts hustru, Animals in Paradise, Urene hænder, Onkel Vanja, Detaljer, Vinden i Piletræerne, Ivanhoe, Flugt, Kongsemnerne, San Diego, Europæerne, Den kaukasiske kridtcirkel, Thor og Kirsebærhaven.
Siden 2013 har han udelukkende arbejdet internationalt indenfor teater- og operascenografi.

## Opsætninger

### Det Kongelige Teater
- 1998 Nero, Stærekassen. instr. Katrine Wiedemann
- 1998 Uden hoved og hale, Stærekassen. instr. Emil Hansen
- 2000 Hr. Bengts hustru, Stærekassen. instr. Anders Paulin
- 2000 Animals in Paradise, Turbinehallerne. instr. Olof Lindquist
- 2001 Urene hænder, Stærekassen. instr. Anders Paulin
- 2002 Onkel Vanja, Stærekassen. instr. Alexander Mørk-Eidem (2002)
- 2003 Detaljer, Stærekassen. instr. Bille August , (gæstespillede på New York Theatre Workshop i New York).
- 2002 Vinden i piletræerne, Gammel scene. instr. Christoffer Berdal
- 2003 Ivanhoe, Dyrehaven. instr. Kasper Bech Holten
- 2004 Flugt, Turbinehallerne. instr. Alexander Mørk-Eidem, (Reumert for årets forestilling)
- 2004 Kongsemnerne, Stærekassen. instr. Alexander Mørk-Eidem
- 2005 San Diego, Turbinehallerne. instr. Mikkel Harder[2]
- 2005 Pinocchios Aske, Stærekassen. instr. Katrine Wiedemnn
- 2004 Under Himlen, Gammel scene. opera, instr. Elisabet Linton
- 2005 La Ventanna, Gammel scene. Ballet, instr. Frank Andersen
- 2005 Europæerne, Turbinehallerne. instr. Tue Biering
- 2006 Den Kaukasiske Kridtcirkel, Turbinehallerne. instr. Katrine Wiedemann
- 2006 Thor, Dyrehaven. instr. Kasper Bech Holten[2]
- 2006 Turbo Town #1 Like a Virgin
- 2006 Turbo Town #2 Spis eller bliv spist (YEAH)
- 2007 Turbo Town #3 Sange om Besværlige Mennesker
- 2007 Turbo Town #4 Nikita og den store psykose
- 2005 Kronprinseparrets Kulturpris, Nick Cave m.fl. Operaen
- 2007 Kirsebærhaven, (Sidste forestilling i Turbinehallerne) instr. Katrine Wiedemann[2]
- 2008 Hamlet, Store Scene. (Åbningsforestilling i Skuespilhuset) instr. Alexander Mørk-Eidem
- 2009 Stuk, Skuespilhuset, Store Scene. instr. Frank Castorf
- 2009 Hvem Dræbte Regitze Rio. Skuespilhuset, Portscenen. instr. Anders Lundorf
- Sep. 2010 Jeppe På Bjerget. Skuespilhuset, Store Scene. instr. Christoffer Berdal
- Dec. 2010 Madama Butterfly. Operaen, Store Scene. instr. Lars Kaalund
- Feb. 2011 Manson. Skuespilhuset, Store scene. instr. Madeleine Røn Juul
- Feb. 2012 Tilbage til Ørkenen. Skuespilhuset, Store Scene. instr. Emmet Feigenberg
- Sep. 2012 Lulu. Skuespilhuset, Store Scene. instr. Katrine Wiedemann[5]
- Sep. 2013 Onde Ånder. Skuespilhuset, Store Scene. instr. Alexander Mørk-Eidem

### Andre værker der kan fremhæves
- 1993 Familien God, instr. Michel Castenholt, Får 302
- 1993 Orlando, instr. Katrine Wiedemann, Edison
- 1995 Pterodaktyler, instr. Michel Castenholt, Pakhus 11/Får 302
- 1996 Kvinder, instr. Jeremy Weller, Edison
- 1996 Det virkelige liv, instr. Katrine Wiedemann, Kaleidoskop
- 1997 Fantomsmerter, instr. Katrine Wiedemann, Kaleidoskop
- 1997 Fliegengott, instr. Jeremy Weller, Münchner Kammerspiele
- 1997 Dage på toppen, instr. Charlotte Bostrup, Teater Får 302
- 1997 Kammeraterne, instr. Anders Paulin, Malmø Dramatiske Teater
- 1998 Trangen, instr. Anders Paulin, Malmø Dramatiske Teater
- 1999 Folkhemsnatten, instr. Anders Paulin, Malmø Dramatiske Teater
- 1999 Trainspotting, instr. Peter Weiss Mammutteatret
- 2000 De efterlevende, instr. Emil Hansen, Teater Får 302
- 2000 Shakespeares Othello[6], instr. Lars Kaalund, Østre Gasværk Teater[2]
- 2000 Drengene i skyggen, instr. Kim Bjarke, Edison
- 2001 Enleveringen ur Seraljen, inst. Johanna Garpe, Folkoperan
- 2001 Jeff Koons, instr. Peter Langdal, Betty Nansen Teatret
- 2001 Pelsjægerne, instr. Mikkel Harder Munck-Hansen Teater Grob[2]
- 2001 Blasted, instr. Jens August Wille, Café Teatret
- 2002 Lucia di Lammermoor, instr. Kasper Holten, Folkoperan
- 2003 Vårbrud, instr. Simon Boberg, Mungopark
- 2003 Alle hans gerninger, instr. Madeleine Røn Juul, Husets Teater
- 2003 Extrem Sport, instr. Katrine Wiedemann, Teater Grob
- 2003 Stormen, instr. Katrine Wiedemann, Kaleidoskop
- 2008 Pretty Woman , instr. Tur Biering, Halmtorvet
- 2009 PPP, instr. Minna Johannesson, Mammutteatret, Nyaveny
- 2010 Et år med magisk tænkning, instr. Kamilla Bach Mortensen, Frederiksbergscenen

### Seneste værker
- 2012 Lycka, Stockholms stadsteater. instr. Alexander Mørk-Eidem
- Sep. 2012 Lulu. DKT. instr. Katrine Wiedemann
- 2013 Demoner, Stockholms stadsteater instr. Hugo Hansen
- 2013 Svek, Stockholms stadsteater instr. Alexander Mørk-Eidem
- 2013 Capriccio, instr. David Marton, Opera De Lyon, Lyon Frankrig
- Sep. 2013 Onde Ånder. DKT. instr. Alexander Mørk-Eidem
- 2014 Doppelgänger, instr. David Marton, Shauspielhaus Stuttgart, Tyskland og Le Maillon Strasbourg, Frankrig
- 2015 Iceage Vs Christian Friedländer (koncert)- Aveny T[7]
- 2015 Pelleas Und Melisande, Volksbühne, Berlin. instr. David Marton[8]
- 2015 Orphee Et Euridice, Opera de Lyon. instr. David Marton
- Okt. 2015 Damnation de Faust, Opera de Lyon instr. David Marton
- Nov. 2015 Tryllefløjten, Den Norske Opera, Oslo, instr. Alexander Mørk-Eidem, .

## Priser og lignende
- 1997 Modtager af Prins Henriks Talent Pris
- 1999 Modtager af Årets teater pris , Nöjes Guiden
- 2002 Optaget i Kraks Blå Bog
- 2004 Vinder af årets Reumert i kategorien Årets forestilling for "Flugt" i Turbinehallerne
- 2005 Modtager af Teater 1 Prisen
- 2005 Vinder af Hedda Prisen, Årets Scenograf i Norge
- 2007 Modtager af Statens Kunstfonds 1 årige arbejdsstipendie[2]
- 2008 Vinder af True Award for årets bedste reklamefilmsscenografi

Han har i øvrigt modtaget præmieringer og rejselegater fra Statens Kunstfond.

## Undervisning og andet arbejde
Siden 2010 har han arbejdet sammen med Dicki Lakha som The Tower Prophets med kunstfotografi og bl.a. instruktion af musikvideoen Kære Drømmetyder for bandet Er de sjældne.
Desuden har han løbende arbejdet med kortfilm, reklamefilm, musikvideo, grafisk design, bogomslag, modeshow og restaurantindretning, hvor han bl.a. designer eksklusivt bogomslag for romanforfatter Katrine Grünfeld på Gyldendals forlag. http://www.gruenfeld.dk/?page_id=6 Arkiveret 28. marts 2016 hos  Wayback Machine, og har givet foredrag, gæsteundervist og været censor og konsulent på Statens Teaterskole, Folkeuniversitetet, Vallekilde Højskole, Det Kongelige Danske Kunstakademi og Danmarks Designskole.